# Cestidae
Cestidae (лат.) — семейство гребневиков из класса щупальцевых, единственное в отряде лентообразных гребневиков (Cestida).
На июнь 2016 года семейство включает 2 монотипических рода:
- Род Cestum Lesueur, 1813
  - Cestum veneris Lesueur, 1813 — Венерин пояс[3]
- Род Velamen Krumbach, 1925
  - Velamen parallelum (Fol, 1869)

Венерин пояс — самый крупный вид гребневиков, может достигать в длину до 2,5 м. Взрослые гребневики обладают прозрачным студенистым телом лентовидной формы, сильно вытянутым в ширину и уплощённым с боков. Представители семейства ведут пелагический образ жизни, плавая за счёт змеевидных извивающихся движений лентовидного тела, которые обеспечиваются попеременным сокращением мышечных лент, расположенных вдоль плоских сторон тела.